# Кежуал (футбол)
Футболната кежуал култура се появява по трибуните, сред футболните хулигани. Тя е свързана с футбол, насилие и мода.
Спорно е кога точно е започнало това течение във фенските среди. За негово начало се смята главно краят на 1970-те години, когато водещите английски клубове тогава („Ливърпул“, „Нотингам Форест“, „Евертън“) доминират и в Континентална Европа. Феновете на тези отбори се прибират от гостуванията на любимия клуб из големите европейски градове, носейки със себе си маркови италиански и френски дрехи. Понякога те дори са задигани от магазините при масови хулигански сбивания, завършващи с потрошени витрини на магазини, заведения, автомобили и т.н.
По онова време полицията е особено бдителна към футболните фенове, които се отличават с клубните принадлежности на клуба си, а скинхедс - с обувки тип кубинки на Dr. Martens, бръснати глави и познатите символи по дрехите си. Полицията не обръща внимание на фенове в скъпи дизайнерски марки, тъй като хулиганите са смятани за хора от нисшите, бедните прослойки на обществото.